# Grzegorz Leopold Seidler
Grzegorz Leopold Seidler (ur. 18 września 1913 w Stanisławowie, zm. 28 grudnia 2004) – polski prawnik i historyk idei, profesor i rektor Uniwersytetu Marii Curie-Skłodowskiej w Lublinie, członek Trybunału Stanu, poseł na Sejm PRL IX kadencji.

## Życiorys

### Wykształcenie i działalność naukowa
Był synem Teodora (adwokata, posła BBWR na Sejm II RP) i Eugenii z Dawidowiczów, starszym bratem Stefana (zootechnika). Studiował na Uniwersytecie Jagiellońskim (ukończył w 1935), w 1938 na podstawie rozprawy napisanej pod kierunkiem Jerzego Landego uzyskał stopień doktora. Następnie studiował filozofię na uniwersytetach w Wiedniu i Oksfordzie.
Po II wojnie światowej pracował jako docent na Wydziale Prawa Uniwersytetu Jagiellońskiego, w 1950 podjął pracę na Uniwersytecie Marii Curie-Skłodowskiej w Lublinie (w tym samym roku został profesorem nadzwyczajnym, w 1957 profesorem zwyczajnym). W latach 1959–1969 był rektorem tej uczelni. W latach 1969–1972 kierował Instytutem Kultury Polskiej w Londynie. Od 1972 ponownie wykładowca lubelskiego uniwersytetu. Od 1973 do 1976 był pracownikiem naukowym Akademii Spraw Wewnętrznych. Wykładał gościnnie na Christian-Albrechts-Universität w Kilonii (1980/81) i Care Hall w Cambridge (1981/82). Był wieloletnim redaktorem naczelnym „Annales UMCS”. Został uhonorowany doktoratem honoris causa UMCS (posiadał także doktoraty honorowe Akademii Ekonomicznej w Krakowie i Lock Haven University w USA). W trakcie wyjazdów zagranicznych był wykorzystywany przez Wydział II KW Milicji Obywatelskiej w Lublinie i Departament I Ministerstwa Spraw Wewnętrznych do zbierania informacji interesujących Służbę Bezpieczeństwa. Przekazywał informacje m.in. dotyczące Czesława Miłosza i Zbigniewa Brzezińskiego. Był promotorem prac dyplomowych atakujących działalność m.in. paryskiej „Kultury”, Radia Wolna Europa i Ambasady USA w Warszawie.

### Działalność polityczna

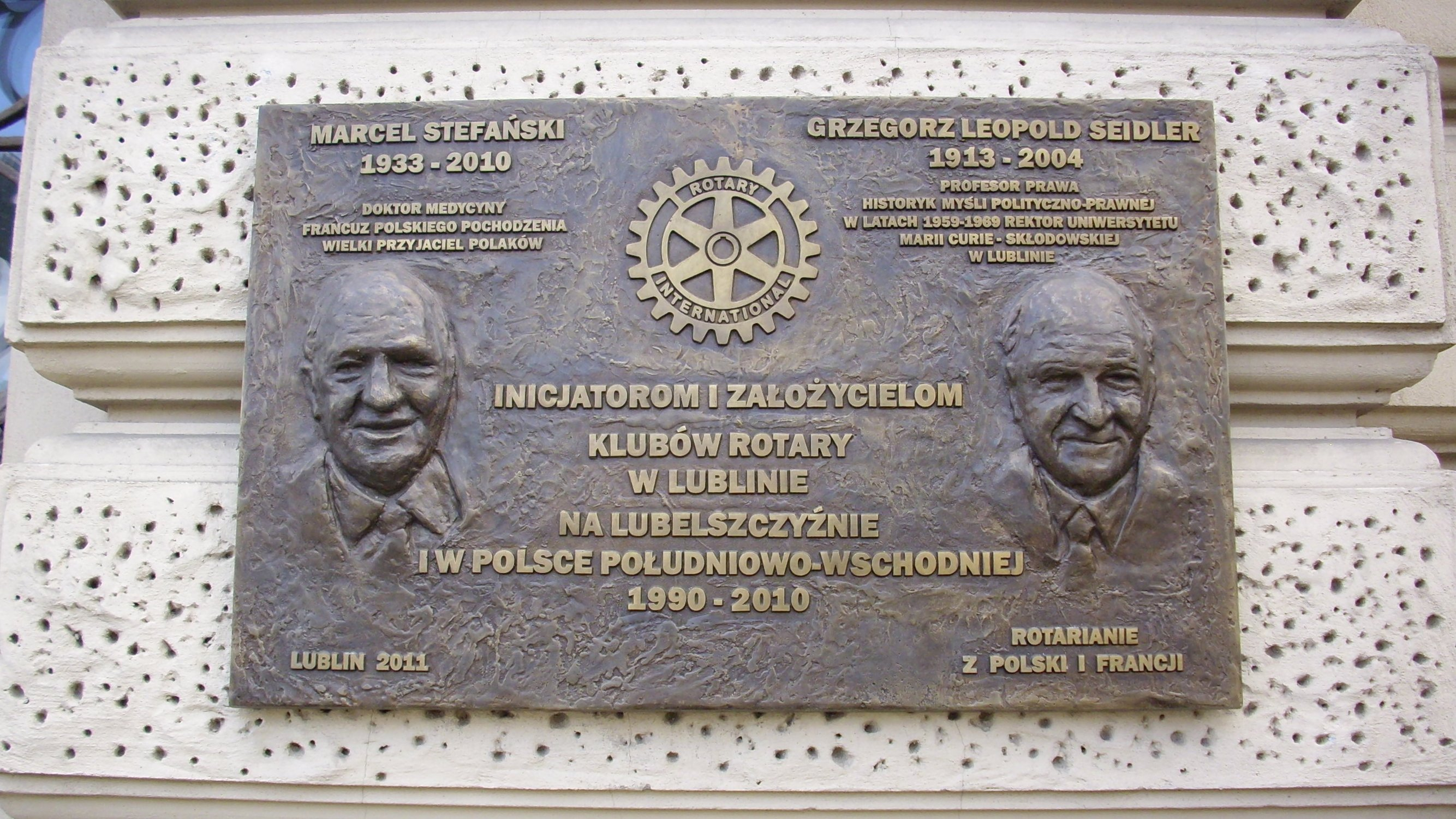
Tablica pamiątkowa w Lublinie poświęcona Marcelowi Stefańskiemu i Grzegorzowi Leopoldowi Seidlerowi

Przed wojną związany był z ruchem syndykalistycznym. Należał do Związku Polskiej Młodzieży Demokratycznej. W 1939 uczestniczył w kampanii wrześniowej, był ranny w bitwie nad Wartą. W czasie okupacji niemieckiej przechowywał Żydów. W latach 1950–1989 był członkiem Polskiej Zjednoczonej Partii Robotniczej. Zasiadał m.in. w uczelnianych egzekutywach POP PZPR, a w latach 1960–1969 w Komitecie Wojewódzkim partii w Lublinie (od 1967 także w jego egzekutywie). W 1982 w wystąpieniu telewizyjnym oficjalnie poparł wprowadzenie stanu wojennego. Był radnym Miejskiej Rady Narodowej w Lublinie, a następnie Wojewódzkiej Rady Narodowej, zaś w latach 1985–1989 pełnił mandat posła na Sejm. W 1989 bez powodzenia ubiegał się o mandat senatorski z ramienia PZPR w okręgu lubelskim. W latach 1989–1991 był członkiem Trybunału Stanu.
Pochowany w części ewangelickiej cmentarza przy ulicy Lipowej w Lublinie (kwatera 3-1-10).

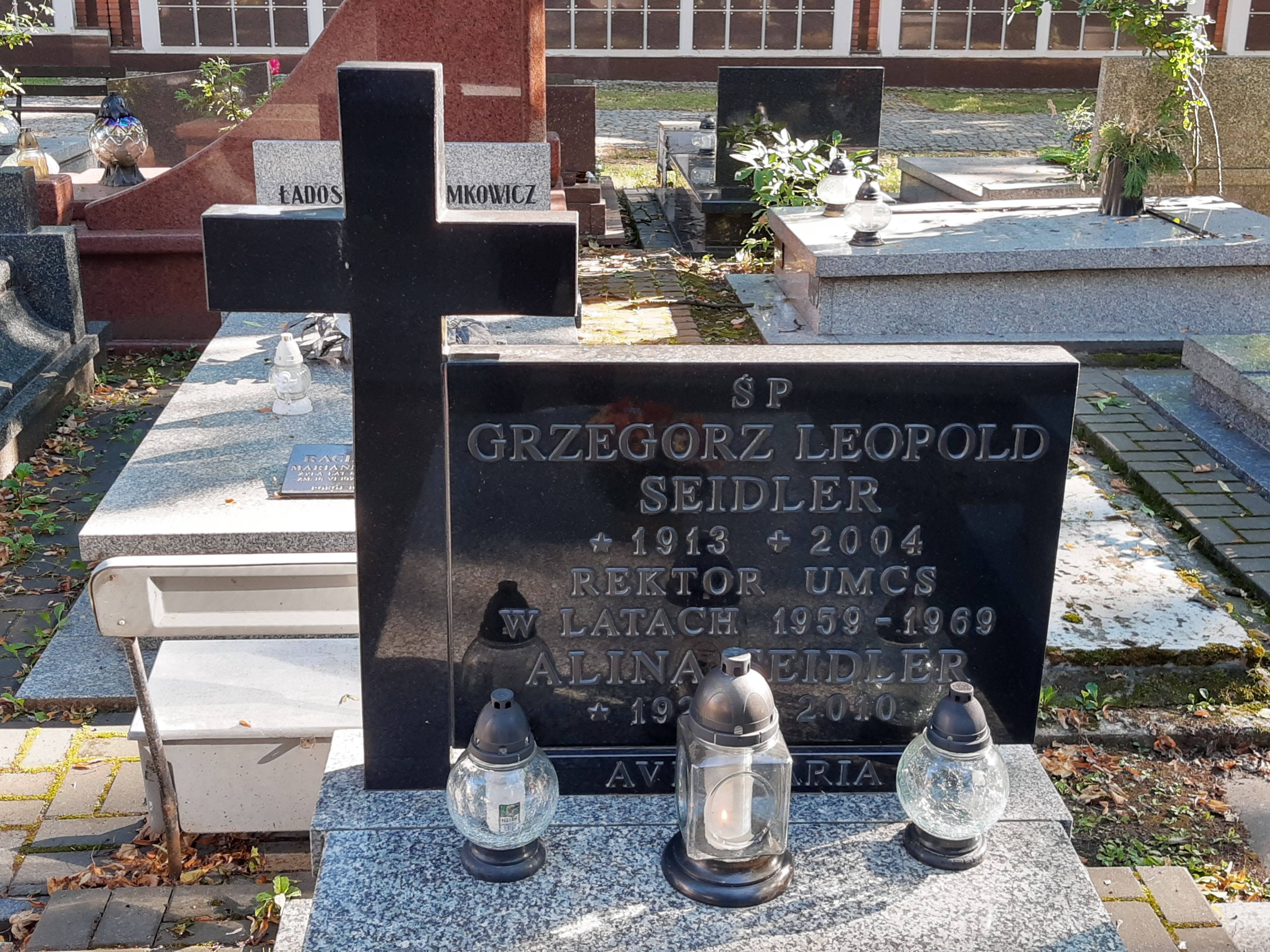
Grób prof. Grzegorza Leopolda Seidlera na cmentarzu przy ulicy Lipowej

## Publikacje
Autor ponad 100 prac naukowych z dziedziny teorii państwa i prawa oraz historii myśli politycznej, m.in.:
- Doktryny prawne imperializmu (1957)
- Emergence of the Eastern World (Oxford 1968)
- Przedmarksowska myśl polityczna (1974)
- Z zagadnień filozofii prawa (Lublin 1978)
- Two Essays in Political Theory (Pittsburgh 1979)
- W nurcie Oświecenia (Lublin 1984)
- Rechtssystem und Gesellschaft (Frankfurt a. Main 1985)[1]

## Ordery, odznaczenia i nagrody
- Krzyż Wielki Orderu Odrodzenia Polski (12 czerwca 2003)[8]
- Order Sztandaru Pracy I klasy
- Krzyż Komandorski z Gwiazdą Orderu Odrodzenia Polski
- Order Sztandaru Pracy II klasy
- Krzyż Oficerski Orderu Odrodzenia Polski
- Złoty Krzyż Zasługi (28 września 1954)[9][10]
- Medal 10-lecia Polski Ludowej (15 stycznia 1955)[11]
- Złota odznaka honorowa „Zasłużony dla miasta Lublina” (1962)[12]
- Nagroda im. Ludwika Waryńskiego (1985) za książkę w dwóch tomach Z zagadnień filozofii prawa (Wydawnictwo Lubelskie)[13]

## Upamiętnienie
W latach 2011–2013 radni Lublina m.in. z Sojuszu Lewicy Demokratycznej i Platformy Obywatelskiej występowali kilkakrotnie z inicjatywami uhonorowania go nazwą ulicy, a następnie skweru w tym mieście. W 2014 Rada Miasta nadała jego imię placowi na terenie kampusu UMCS. 13 grudnia 2017 nazwa ta została zmieniona zarządzeniem wojewody lubelskiego Przemysława Czarnka w ramach wykonania ustawy dekomunizacyjnej.